# 广东省立中山图书馆文德路分馆
23°07′37″N 113°15′56″E / 23.12694°N 113.26556°E
孫中山文獻館是广东省广州市的一間公共圖書館，位於越秀区文德路81号，原為市立中山圖書館，現在是廣東省立中山圖書館文德路分館（少兒部）。館舍是宮殿式建築物，綠瓦朱簷，建築面積7900平方米。2002年被公布为第六批廣州市文物保護單位，2022年被公布为第十批广东省文物保护单位。

## 建築
民國十六年（1927年），旅居美國、加拿大、墨西哥、古巴等地華僑為紀念孫中山，集資興建廣州市立中山圖書館（Sun Yat Sen Memorial Library，Canton），由时任广东省立襄勤大学建筑系主任的林克明教授設計。1929年，市中山圖書館在文德路原廣府學宮上破土動工，並於1933年10月15日落成開幕，伍智梅任首任館長。
圖書館所在的位置原為廣府學宮，曾歷經宋、元、明、清幾代，學宮就建在番山邊上。沿梯級登上番山，山坡上有一個小亭子名「番山亭」，此乃廣府學宮的遺跡。但番山亭為後來所重建。而大院中央的翰墨池就是在學宮時期已存在。
開幕不久後，廣東省教育廳以省圖與市圖相距甚近、省圖書多而館舍小、市圖館舍大而書少等理由，下令將省圖併入市圖。廣東省立圖書館藏書5.3萬餘冊，文獻移交廣州市立中山圖書館，還有部分藏書移送廣東省立民眾教育館。1934年2月，省圖原址改為廣東省立編印局。1938年8月廣州淪陷，市立中山圖書館將5萬餘冊珍貴圖書輾轉運至廣西象縣石龍等地，市圖停辦。
1941年7月30日，偽廣州市立圖書博物館在惠愛路（中山四路）番禺學宮落成，接收了原廣州市立中山圖書館未轉移出的7萬餘冊藏書。
1945年抗戰勝利，杜定友兼任市立中山圖書館復辦籌備處主任。1946年3月11日，市圖重新開放。戰後數年間，因政局動盪、通貨膨脹，省圖和市圖經費嚴重不足，生存艱難。1949年6月1日，廣州市教育局下令裁撤市圖，僅餘兩人留守。
1949年10月14日中共建政。10月25日，軍管會文教接管委員會接管廣州市立中山圖書館。1950年1月3日，市圖正式恢復開放。1951年3月，廣州市立中山圖書館被改名為「廣州市中山圖書館」。
1955年3月，省文化局和市文化局稱省市兩館相距很近，要求兩館合併。1955年5月，省市兩館正式合併為「廣東省立中山圖書館」，簡稱「中山圖書館」。因兩館館址均在文德路，故稱原省圖為「南館」（文明門外聚賢坊，即文德路62號），原市圖為「北館」，合併後館藏達93萬多冊。
1986年，廣東省中山圖書館遷到文明路新館後，北館成為廣東文獻專藏所在地，至1989年正式對外稱孫中山文獻館。文獻館有183名職員，藏書265萬冊，收藏有孫中山各類專著、傳記、研究資料、手跡、照片、錄音唱片、辛亥革命資料及紀念品等。以孫中山文獻、廣東地方文獻、南海諸島資料和華僑史料為其館藏特色。內有報告廳、展覽廳、閱覽室等。